# I sette re di Roma
I sette re di Roma è uno spettacolo teatrale di Luigi Magni rappresentato per diverse stagioni al teatro Sistina di Roma a partire dal 14 febbraio 1989. La regia è di Pietro Garinei.
Lo spettacolo vide Gigi Proietti vestire i panni di molteplici personaggi tra cui, appunto, quelli dei leggendari re della città eterna, rivisti in chiave comica con Elena Berera nelle vesti di Ersilia. Simona Patitucci interpretò invece la parte di Orazia. Narratore fu Gianni Bonagura nelle vesti di Giano. Vicino alla migliore tradizione del musical all'italiana, I sette re di Roma venne musicato da Nicola Piovani.

## Trama

### Primo atto
Dopo la canzone introduttiva viene presentato il personaggio di Tiberino, personificazione del fiume Tevere, che racconta le origini dei nomi di alcuni luoghi di Roma e presenta suo padre, Giano, il quale fungerà da narratore e spalla per i vari personaggi. Viene quindi mostrato l'arrivo di Enea nel Lazio e, dopo una fugace apparizione della divinità Fauno Luperco, viene raccontata la storia dei due gemelli fino al loro ritrovamento da parte della lupa.
Compare quindi Romolo che, disperato per aver ucciso suo fratello, racconta tra le lacrime del delitto, venendo consolato da Giano e dai pastori della zona. Dopo una discussione con Ersilia riguardante il ratto delle Sabine e una breve apparizione di Tarpea, il primo Re di Roma va in crisi scoprendo di non essere probabilmente mai esistito.
Tocca dunque al secondo Re, Numa Pompilio che, dopo una iniziale reticenza dovuta all'età avanzata, viene convinto dalla ninfa Egeria ad accettare l'incarico: chiuso Giano nel suo tempio, gli intima di non uscire fino a quando non fosse scoppiata una guerra, inaugurando un regno di pace prima di morire di vecchiaia.
Il terzo Re, Tullo Ostilio, libera subito la divinità per poter muovere guerra agli albani, durante la quale si colloca l'episodio degli Orazi e dei Curiazi. Dopo un breve excursus sull'omicidio della sorella degli Orazi, amata da uno dei Curiazi, Tullo discute del proprio pessimo rapporto con gli dei prima di essere fulminato da Giove Albano.

### Secondo atto
Dopo una discussione tra i senatori, sale al trono Anco Marzio, che si propone come "un Re di programmi" e che, per combattere il crimine dilagante, fa costruire il primo carcere. Anco Marzio, però, è chiamato ad affrontare gli Etruschi sul Gianicolo, sparendo misteriosamente.
Prende dunque il potere a Roma il primo Re etrusco, Tarquinio Prisco, che fa ripulire la città e la dota di nuovi edifici, templi e fogne, facendo costruire la Cloaca Massima. Il sovrano, però, viene ucciso in una congiura, e lascia il posto al genero, Servio Tullio, il quale dura molto poco prima di essere ucciso dalla figlia, Tullia, e dal genero Tarquinio.
L'ultimo Re di Roma è per l'appunto Tarquinio, detto "il Superbo" che, dopo aver subito un attacco da parte del serpente Pitone, invia i suoi figli a consultare l'oracolo di Delfi. Partono però soltanto due figli su tre, accompagnati da Lucio Giunio Bruto, personaggio deriso per la sua stupidità, che gli ha salvato la vita quando il Re ha sterminato la sua famiglia.
Mentre i fratelli sono via il maggiore dei figli del Superbo, Sesto Tarquinio, violenta la nobildonna romana Lucrezia che, per la vergogna, si suicida. Scosso dalla morte dell'amica, Bruto aizza il popolo contro i Tarquini, che scappano da Roma. Il ritorno del Sole saluta la fine dell'epoca dei Re e l'inizio della Repubblica. 

## I sette re di Roma
Lo spettacolo ha un’anima profondamente politica e satirica. L’autore Luigi Magni prende spesso la Storia e la leggenda per fare parodie (come “Il fattaccio del vicolo del moro” di Americo Giuliani, cavallo di battaglia di Gigi Proietti, o la poetica di Pirandello nella parte dedicata a Servio Tullio), ironizzare sulla politica (“Ho inventato il senato che bene o male è una cosuccia che ancora mi pesa sulla coscienza”), lanciare invettive sulla propaganda politica e la sua ipocrisia feroce (“Prendete nota cittadini dell’ipocrisia del potere, che ammanterà sempre di nobili sentimenti le ingiustizie più nere!”) portare avanti personaggi e figure a lui cari (come il finto ignorante Cornacchia de Nell’anno del signore che rivive nello “scemo” Bruto dello spettacolo), raccontando attraverso di essi l’umanità, in particolare quella di Roma, con tutte le sue peculiarità, dalle più bieche (Tarquinio il superbo) alle più orgogliose (Orazia e Lucrezia). Il registro dei cori e del narratore Giano, inoltre, spesso rende lo spettacolo un appello accorato al pubblico del “Sistina” a tenere conto degli eventi a cui assiste per trarne insegnamento (“De tutto er tempo, il passato dev’esse saputo, devesse ricordato, pe’ nun sbaglia’!”)
Seguendo l’immaginario tradizionale e leggendario dell’Età Regia romana, filtrato dallo sguardo dell’autore, nello spettacolo vengono rappresentati sette re e ad ognuno vengono attribuiti caratteristiche e linee di governo:
1. Romolo: fonda la Città, tracciando un solco quadrato con l’aratro. Costituisce l’Asylum Romuli, per dare asilo ad esiliati e vagabondi. Per portare le donne a Roma rapisce le figlie e le mogli della vicina popolazione sabina durante la sacra festa della Consualia (Ratto delle sabine) e con essi si ritrova a scontrarsi. La mediazione delle donne permette alle parti di venire ad un accordo che porta i due popoli a convivere e Romolo e il re sabino Tito Tazio a regnare “in condominio”[1]. Romolo forma anche il Senato. Il fondatore fa una fine misteriosa e viene divinizzato come dio Quirino (dalla lancia, “curis”, con cui viene raffigurato).
2. Numa Pompilio: secondo gli accordi di Romolo con il sovrano Tito Tazio, ad un re romano sarebbe dovuto succedere un re sabino, questi è il primo. Lo spettacolo ironizza molto sull’età avanzata del personaggio, alludendo al fatto che la senilità e la fragilità fisica venissero scambiate per un carattere calmo, riflessivo e pacifico. Tuttavia è proprio questo carattere, unito ad una profonda saggezza, che delinea il regno di Numa Pompilio: incentrato su una lunga pace e sulla costruzione di quella che lo spettacolo chiama “l’anima e il futuro”[1] di Roma. È lui ad insistere sull’inserimento del Calendario e sulla costituzione di un solido apparato religioso e di regole civili (“solo con la religione e con le regole civili le bestie umane diventano cittadini. In assenza restate bestie”[1]). Numa Pompilio muore serenamente di vecchiaia tra le braccia della ninfa Egeria, devota amica, consigliera e amante. La ninfa scappa nel “bosco dell’Ariccia” a piangere la morte del re e la dea Diana, impietosita dal suo pianto, la trasforma in una fonte.
3. Tullo Ostilio: secondo e ultimo re romano. Profondamente diverso dal predecessore: iracondo, guerriero, cinico e irrispettoso degli dei (“Tullo Ostilio tratta gli dei come fossero suoi dipendenti”[1]). Sotto il suo regno la Città continua ad espandersi, arrivando a dar battaglia alla città Alba Longa (Orazi e Curiazi). La vittoria di Roma porta Tullo Ostilio a non rispettare la città, protetta dalla divinità Giove Albano, e a raderla al suolo. Il dio, offeso, prende il controllo della sua statua nel tempio della città e come un Golem avanza lento e inesorabile sulla reggia di Roma. Arrivato alla sala del trono mette all’angolo Ostilio e lo fulmina, uccidendolo.
4. Anco Marzio: secondo e ultimo dei re sabini, nipote di Numa Pompilio e della ninfa Egeria. Ha un carattere realista e profondamente pratico, prende con ironia caustica e dissacratoria le idealizzazioni della Storia romana e questo lo porta a scontrarsi con il dio Giano (narratore dello spettacolo). Si occupa innanzitutto di ricucire lo strappo di Ostilio con gli dei, riportando il loro consenso e protezione come necessari nella vita della Città. Decide inoltre di porre un freno alla politica di espansione, puntando su una politica difensiva. In virtù di questo, Anco Marzio da ordine di passare il ponte Sublicio, occupare il Gianicolo e renderlo una base militare. A fronte di un innalzamento della criminalità cittadina, Anco Marzio prende anche delle decisioni per stabilire l’ordine interno e fa costruire il “Carcere Tulliano” (stabilimento carcerario che prevedeva la detenzione e l’esecuzione dei condannati a morte con lo strangolamento). Infine sarà lui a ordinare di fondare una città alla foce del fiume Tevere: Ostia. Nello spettacolo, Anco Marzio scompare misteriosamente e nessuno ha idea di che fine abbia fatto. A seguito dell’ascesa del suo successore al trono, Giano racconta al pubblico che Anco Marzio muore in battaglia sul Gianicolo tentando di fermare l’invasione etrusca, comandata dal Lucumone di Tarquinia. Sarà proprio quest’ultimo che succederà ad Anco Marzio con il nome di Tarquinio Prisco.
5. Tarquinio Prisco: primo dei tre re etruschi, conquista il potere con la forza (“l’aquila simbolo della vittoria militare lo incorona”[1]), dando poi battaglia anche ai Sabini e alle altre popolazioni che abitano il circondario e coesistono con i romani. Ha un portamento eccentrico ed è costantemente tormentato da un misterioso e lancinante mal di testa, presagio funesto della sua morte grottesca. Ordina una profonda ristrutturazione della città, ordinando anche la costruzione della “Cloaca Maxima” (tutt’ora usata) per creare un sistema fognario che la mantenga più pulita. I figli anonimi di Anco Marzio vendicano il padre e la perdita del trono assassinando Tarquinio Prisco con un colpo di accetta sulla testa.
6. Servio Tullio: secondo dei tre re etruschi, genero di Tarquinio Prisco. Con profondo desiderio di giustizia sociale, il re promulga la Costituzione, impone una tassazione dei patrizi e una redistribuzione delle ricchezze a favore della plebe. La sua linea politica lo rende vittima di un complotto, ordito dalla figlia Tullia Minore (ribattezzata scherzosamente “Tullia cattiva”[2] nello spettacolo) e dal genero Tarquinio, assetato di potere. Tarquinio lo ferirà gravemente gettandolo dalle scale della reggia e la figlia Tullia lo finirà investendolo con una carrozza.
7. Tarquinio il superbo: terzo dei tre re etruschi, genero di Servio Tullio e ultimo re dell’età regia. Ha un carattere egocentrico, megalomane e tirannico, “tratta Roma come suo possedimento personale”[1], centrando il potere su di sé e soffocando qualsiasi tipo di opposizione. Profondamente spaventato da un messaggio premonitore di Apollo che non riesce a comprendere, manda i tre figli a Delfi per interrogare l’oracolo. Uscendo di scena avverte comunque la fine dell’epoca dei re, ma non si mostra particolarmente preoccupato della conservazione del suo status, perché in fondo lui e tipi come lui non smetteranno mai di poter accedere al potere (“A volte quello che perdura per secoli, può essere polverizzato nell'arco d'una notte! Ma a me, sai quanto me ne frega! Io so’ ricorente, io ritorno e ritorno perché io piacio, e io piacio perché io so io!”[2]).

Il comportamento sanguinario e irrispettoso della stirpe dei Tarquini arriva al punto di rottura con lo stupro di Lucrezia, moglie di Collatino, da parte del figlio del re, Sesto Tarquinio. Il trauma della vergogna per Lucrezia è tale da togliersi la vita e l’accaduto genera una rabbia talmente profonda nel popolo di Roma da accendere una rivolta popolare.

I Tarquini fuggono dalla Città e (stando allo spettacolo) il popolo sentirà il dovere di chiudere l’esperienza regia di Roma per emanciparsi da una sorta di infanzia mitica e confusa che aveva la necessità di concludersi poiché fuori dal controllo degli esseri umani comuni, anche razionale, e che impediva loro di essere protagonisti della loro esistenza e della Storia (“Sono passati 244 anni da quando Romolo tracciò il solco, con Tarquinio il Superbo finisce il tempo dei re, un tempo in cui i confini tra terra e cielo non erano ancora ben definiti, il meraviglioso rientrava nelle vicende umane, e i prodigi facevano parte dell’ordine naturale delle cose... Ora con la repubblica si entra nella Storia e gli uomini, nella fattispecie il popolo, diventano protagonisti”).

## Canzoni

### Atto primo
- Ecco che ariva er Sole
- Tiberino
- Enea
- I Gemelli
- Aprile, aprile
- L'amore va da sé
- C'è sul fiume un posto nuovo
- Il bacucco
- Una è la Luna
- Aspetta, Sole
- Orazia
- È bello pende ar filo

### Atto Secondo
- Chi di voi vuol fare il Re?
- Quattro gatti
- Il carcere
- Il Gianicolo
- Le donne a Roma
- Tornasse Romolo
- Sogni de giorno
- Le Esquilie
- Nessuno è più de me
- So' 'mbecille
- Ecco che torna er Sole